# نیتاپ

موقعیت مکانی را نشان داده

نیتاپ (به هلندی: Nietap) یک منطقهٔ مسکونی در هلند است که در نوردن‌فلد واقع شده‌است.